# Antigüedades célticas de la isla de Menorca
Antigüedades célticas de la isla de Menorca és una obra escrita per l'il·lustrat menorquí Joan Ramis i Ramis (1746-1819). Es va publicar l'any 1818 a Maó i és el primer llibre/tractat íntegrament dedicat a la prehistòria dins l'àmbit espanyol.

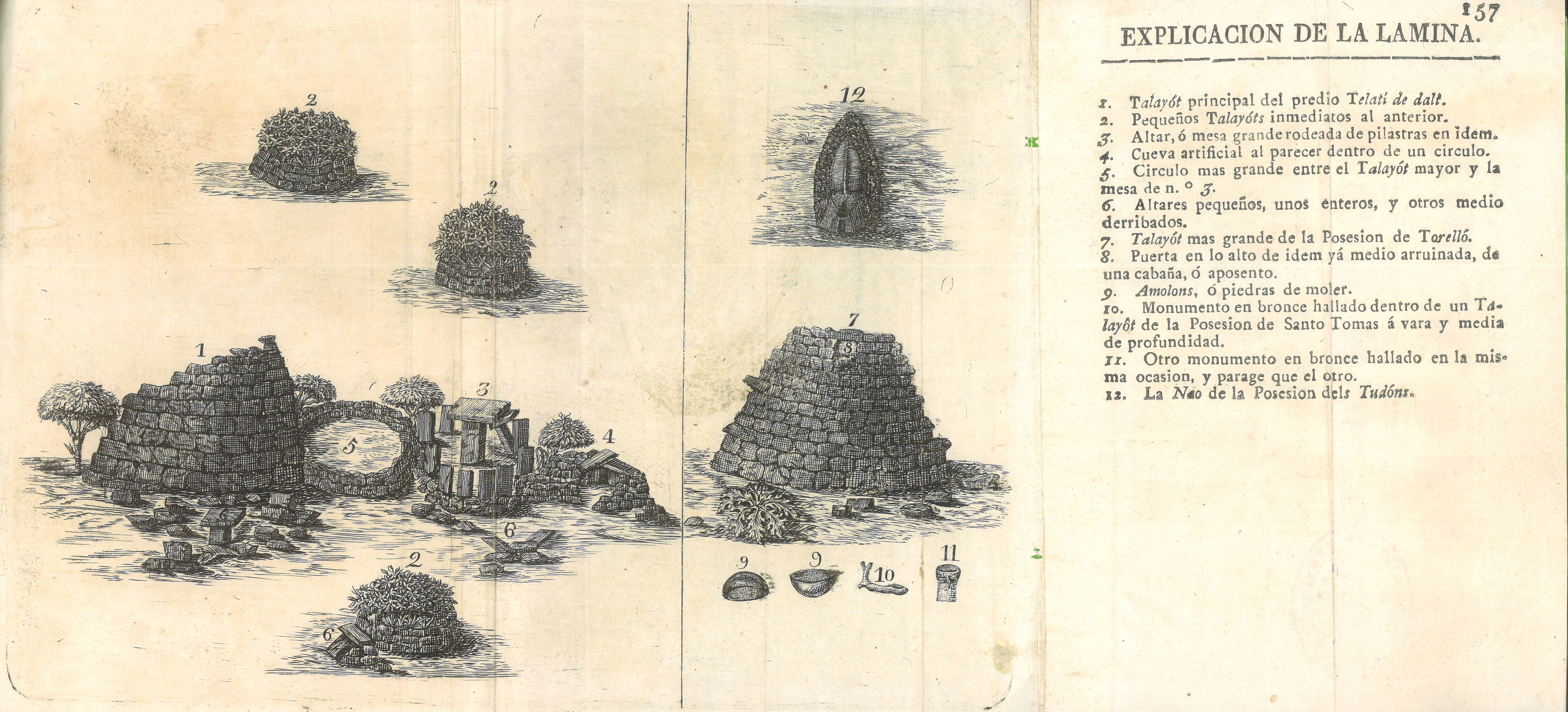
Un dels gravats de l'obra Antigüedades célticas. S'hi observa una llista i les il·lustracions d'alguns monuments prehistòrics de Menorca.

## Context de l'obra
Antigüedades célticas de la isla de Menorca va ser escrita durant la darrera etapa de la vida de Joan Ramis, que començà l'any 1814 i finalitzà amb la mort de l'autor, l'any 1819, i es caracteritza per la temàtica històrica (menorquina) de les obres editades, entre les quals Alquerías de Menorca (1815), Varones Ilustres de Menorca (1816), La Alonsíada (1818) i la pòstuma Historia civil y política de Menorca (1819).
Aquesta etapa de la vida de Ramis s'inscriu en un moment en el qual Menorca ja està sota sobirania espanyola, després d'un segle xviii durant el qual va estar fins a tres ocasions sota domini britànic i una sota domini francès. És per aquest motiu que Ramis, que havia utilitzat el català en gran part de la seva obra anterior, utilitza ara el castellà. El seu objectiu és donar a conèixer a Espanya el caràcter propi de l'illa de Menorca a través de la seva història.

## L'obra
L'obra, referida a la prehistòria menorquina, havia estat concebuda per a ser la introducció d'una obra de més envergadura dividida en tres volums dedicada a la història civil i política de l'illa de Menorca. Tan sols va ser publicat el primer volum, car l'autor va morir un any més tard.
El llibre de Ramis es divideix en una introducció i deu capítols, a través dels quals l'autor intenta acostar-se al coneixement de la prehistòria menorquina seguint la tònica dominant a l'Europa del segle xviii, durant el qual les construccions megalítiques presents arreu del continent es consideraven d'origen celta.
Al llarg dels diferents capítols, l'autor classifica els monuments tipològicament (seguint la nomenclatura que ha arribat fins als nostres dies: talaiot, recinte de taula, naveta…) i n'ofereix algunes interpretacions que avui dia –a causa del coneixement que es té de la cultura talaiòtica a partir de les diverses excavacions realitzades en els diferents jaciments– ja estan superades, perquè proposa que la construcció dels diferents monuments va ser obra dels celtes i que la majoria dels edificis (talaiòtics) tenien una funcionalitat religiosa, interpretació que gràcies a les excavacions del segle xx ha variat substancialment.
A l'hora d'estudiar les restes arqueològiques, Ramis parteix de la tradició de l'antiquarisme, de manera que intenta explicar-les a través de les fonts escrites. Tanmateix, Ramis supera aquests plantejaments, perquè en la seva obra ja s'hi observa la utilització de les estructures i els objectes arqueològics per obtenir informació sobre el passat. Val la pena destacar la seva hipòtesi sobre la irregular distribució dels assentaments prehistòrics sobre el territori de l'illa, que ell atribueix encertadament als condicionants ambientals definits pels tipus de sòl. És interessant també l'exhaustivitat del seu inventari de jaciments prehistòrics. Dels 350 talaiots documentats en l'actualitat, Ramis n'enumera 195. L'il·lustrat menorquí no era només, per tant, un investigador de biblioteca i arxiu.
Tot i l'esperit il·lustrat que es desprèn de l'obra de Ramis, s'hi continuen trobant alguns plantejaments que ens remeten a l'etapa anterior, i per exemple fa referència a les arrels bíbliques dels primers pobladors de les illes i als escrits de diversos autors que atribueixen l'origen del poble iber i celta a Túbal i Tarsis. No serà fins a final de segle xix, quan Émile Cartailhac presenta la seva obra Monuments Primitifs des Iles Baleares, que es comença a desenvolupar un estudi científic, en el sentit modern del terme, dels monuments prehistòrics de Menorca. Cal destacar que a diferència de l'obra de Ramis, publicada l'any 1818, l'obra de Cartailhac es publica l'any 1892, gairebé trenta anys després que l'arqueologia s'establís en el panorama internacional com una vertadera disciplina científica.
Ramis és el primer autor a parlar de la naveta des Tudons, tot i que el desconeixement que té sobre el seu contingut el porta a interpretar-la com un temple dedicat a Isis. L'excavació arqueològica portada a terme per Maria Lluïsa Serra Belabre i Lluís Pericot, durant la segona meitat del segle xx, van permetre determinar que en realitat es tracta d'un sepulcre col·lectiu.
Un aspecte de modernitat que cal destacar de l'obra de Ramis és la seva actitud de defensor del patrimoni històric. Aquesta postura es reflecteix perfectament en la indignació de l'autor davant la destrucció parcial, succeïda uns anys abans de la publicació de l'obra, d'unes pedres de molí situades en un jaciment prehistòric.

## Estructura de l'obra
- Prólogo
- Introducción
- Cap. I ¿Qué familias o pueblos precedieron a los demás en poblar a Menorca?
- Cap. II Que los celtas de Francia, de las islas británicas y de otros parajes de Europa fabricaron varios edificios semejantes a los de Menorca
- Cap. III Cuando empezaron a construirse los talayots o cairns de la isla: instrumentos y medios que sirvieron para ello y fines a que destinaron estas construcciones.
- Cap. IV De los círculos y pilastras que se ven a corta distancia de los talayots
- Cap. V De las mesas o altares grandes y pequeños
- Cap. VI De los amolons o piedras de moler que se hallan cerca de los talayots y círculos de Menorca y de las dos ruedas de molino que se ven en lo alto de Torelló
- Cap. VII De las cuevas artificiales que se ven en los alrededores de los talayots de Menorca
- Cap. VIII Del edificio en figura de buque o nao del predio Els Tudons, del partido de Ciudadela
- Cap. IX Varias particularidades de los druidas
- Cap. X Conjeturas sobre dos antiguos monumentos últimamente hallados en la isla
- Atalayas de la isla de Menorca, vulgo talaiots